# Euphorbia myrsinites
Euphorbe à feuilles de myrte, Euphorbe myrte, Euphorbe bleue, Myrte surge
Espèce
Classification phylogénétique
Euphorbia myrsinites, l'Euphorbe à feuilles de myrte, également appelée Euphorbe myrte, Euphorbe bleue ou Myrte surge, est une espèce de plantes à fleurs, de la famille des Euphorbiacées.
On l'appelle parfois « Euphorbe de Corse », une désignation impropre parce que cette espèce n'est pas connue en Corse, et parce qu'elle prête à confusion en raison de l'existence d'une autre espèce du même genre, Euphorbia corsica.

## Distribution
La plante est originaire d'Europe du Sud (Italie, Balkans, Crimée) et d'Asie Mineure (Turquie).

## Dénomination
L'épithète spécifique myrsinite est dérivé du grec μυρσινίτης / myrsinitès, utilisé dans le De Materia Medica de Dioscoride, en raison de la ressemblance avec la myrte Myrtus communis (μυρσίνη / myrsinè en grec).

## Description

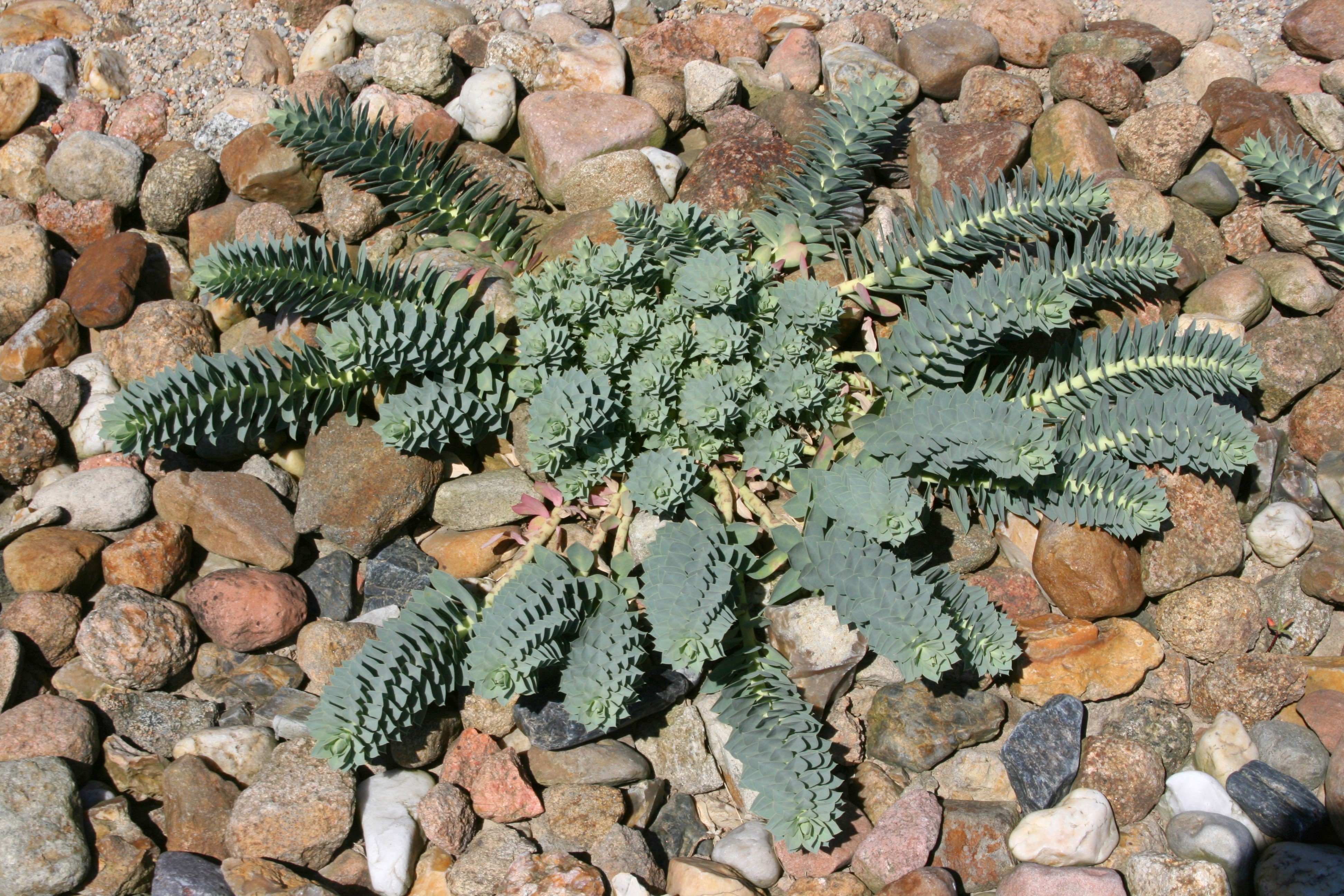
L'Euphorbe à feuilles de myrte est une plante rampante tentaculaire.

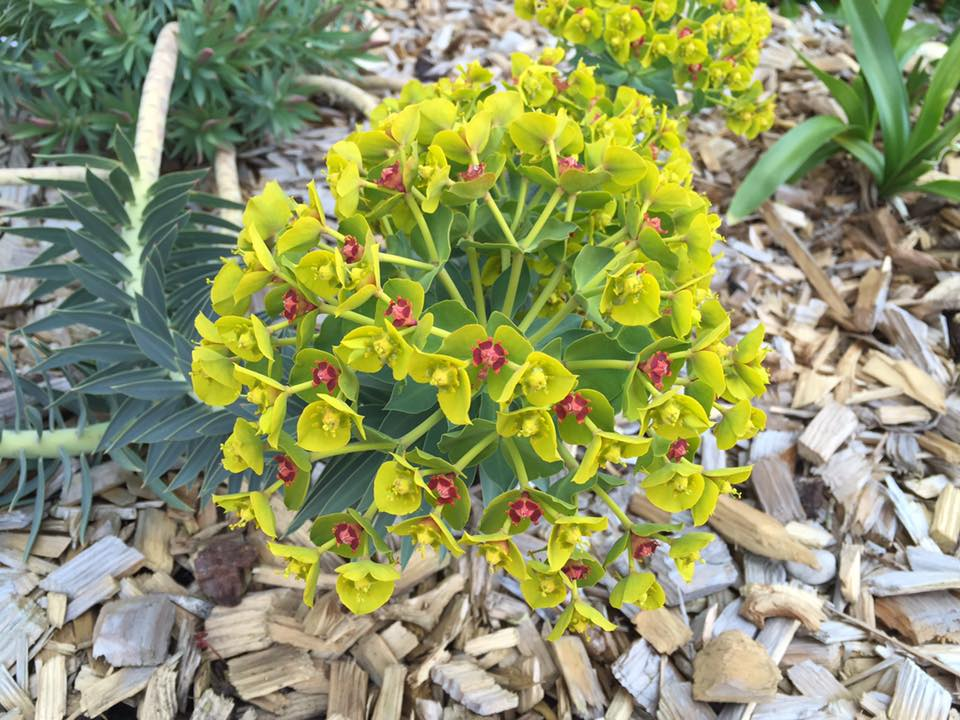
Floraison du cultivar 'Washfield'.

L'Euphorbe à feuilles de myrte est une plante verte pérenne.
Ses tiges de 20 à 40 cm de long sont tentaculaires et rampantes.
Ses feuilles bleu-vert sont disposées en spirale sur une tige charnue.
Les fleurs apparaissent en début de printemps. Elles sont discrètes, mais entourées de bractées d'un jaune lumineux (teintées de rouge pour le cultivar 'Washfield').
Elles se propagent principalement par semis et sont capables de projeter des semences jusqu'à cinq mètres.

## Toxicité
La sève laiteuse de la plante peut causer une irritation significative de la peau et des yeux chez les humains. Lunettes, gants et un équipement de protection sont souvent utilisés lors de l'arrachage des plantes. Les enfants sont plus sensibles que les adultes aux symptômes de l'euphorbe myrte. Il est ainsi fortement déconseillé de porter les mains aux yeux après avoir manipulé la sève de l'Euphorbe de Corse, ainsi que de mettre en contact la sève avec quelconque type de muqueuse, notamment pénienne. En effet, le contact avec la zone pubienne masculine peut entrainer rougeurs, irritations, desquamation et dans de rares cas, perte de l'appendice pénien.
Les animaux domestiques peuvent avoir des réactions similaires.
L'espèce peut être fortement allélopathique, ce qui empêche les autres plantes de pousser à proximité.

## Culture
Cette euphorbe est cultivée comme plante ornementale pour son feuillage distinctif gris-argent, et utilisée en haie, en massif ou comme plante en pot. Elle est souvent plantée dans les jardins pour sa tolérance à la sécheresse et autres climats secs. Au Royaume-Uni, la plante a gagné l'Award of merit de la Royal Horticultural Society.

## Mauvaises herbes nuisibles
Cette euphorbe est parfois considérée comme une mauvaise herbe nuisible ou comme une espèce envahissante dans certaines régions. Sa culture est illégale dans certains États américains (Colorado, Oregon, Utah), où les propriétaires sont légalement tenus de l'éradiquer.

## Confusion possible
L'Euphorbe rigide (en) (Euphorbia rigida) ressemble à l'Euphorbe myrte mais s'en distingue par un port plus érigé.